# Rosealee Hubbard
Rosealee Hubbard (24 de marzo de 1980) es una deportista australiana que compitió en ciclismo en la modalidad de pista. Ganó una medalla de bronce en el Campeonato Mundial de Ciclismo en Pista de 2002, en la prueba de keirin.

## Medallero internacional
| Campeonato Mundial | Campeonato Mundial   | Campeonato Mundial | Campeonato Mundial |
| Año                | Lugar                | Medalla            | Competición        |
| ------------------ | -------------------- | ------------------ | ------------------ |
| 2002               | Ballerup (Dinamarca) | Medalla de bronce  | Keirin             |